# Kabinett Hammond II
Das Kabinett Hammond II war die 18. Regierung Grönlands.

## Entstehung
Wegen Uneinigkeit über die Aufhebung des Uranabbauverbots verließ die Partii Inuit am 23. Oktober 2013 die Regierung, die mit Siumut und Atassut weiterhin über eine knappe Mehrheit verfügte. Miiti Lynges Ministerium wurde aufgespalten und mit Siverth K. Heilmann und Kim Kielsen besetzt.
Am 6. Januar 2014 trat Karl Lyberth zurück, nachdem er die Verantwortung für eine fehlerhafte Senkung der Heilbuttquote um 441 Tonnen übernommen hatte. Sein Nachfolger wurde Finn Karlsen, der am 27. Januar offiziell ins Amt gewählt wurde. Während der hierfür angesetzten außerordentlichen Sitzung stellte die Inuit Ataqatigiit ein Misstrauensvotum gegen die Regierung, das abgewiesen wurde.

## Kabinett
| Minister                      | Ministerium                                              | Anmerkung                                            |
| ----------------------------- | -------------------------------------------------------- | ---------------------------------------------------- |
| Aleqa Hammond (Siumut)        | Premierministerin                                        |                                                      |
| Aleqa Hammond (Siumut)        | Premierministerin und Fischerei, Jagd und Landwirtschaft | vom 6. Januar 2014 bis zum 27. Januar 2014 (interim) |
| Siverth K. Heilmann (Atassut) | Wohnungswesen                                            |                                                      |
| Finn Karlsen (Atassut)        | Fischerei, Jagd und Landwirtschaft                       | ab dem 27. Januar 2014                               |
| Kim Kielsen (Siumut)          | Umwelt und Natur                                         | bis zum 27. Januar 2014                              |
| Kim Kielsen (Siumut)          | Umwelt, Natur und Nordische Angelegenheiten              | ab dem 27. Januar 2014                               |
| Jens-Erik Kirkegaard (Siumut) | Erwerb und Rohstoffe                                     | bis zum 27. Januar 2014                              |
| Jens-Erik Kirkegaard (Siumut) | Erwerb, Rohstoffe und Arbeitsmarkt                       | ab dem 27. Januar 2014                               |
| Karl Lyberth (Siumut)         | Fischerei, Jagd und Landwirtschaft                       | bis zum 6. Januar 2014                               |
| Steen Lynge (Atassut)         | Gesundheit und Infrastruktur                             |                                                      |
| Nick Nielsen (Siumut)         | Bildung, Kirche, Kultur und Gleichberechtigung           |                                                      |
| Martha Lund Olsen (Siumut)    | Familie und Justiz                                       |                                                      |
| Vittus Qujaukitsoq (Siumut)   | Finanzen und Inneres                                     |                                                      |